# Mozaika (botanika)

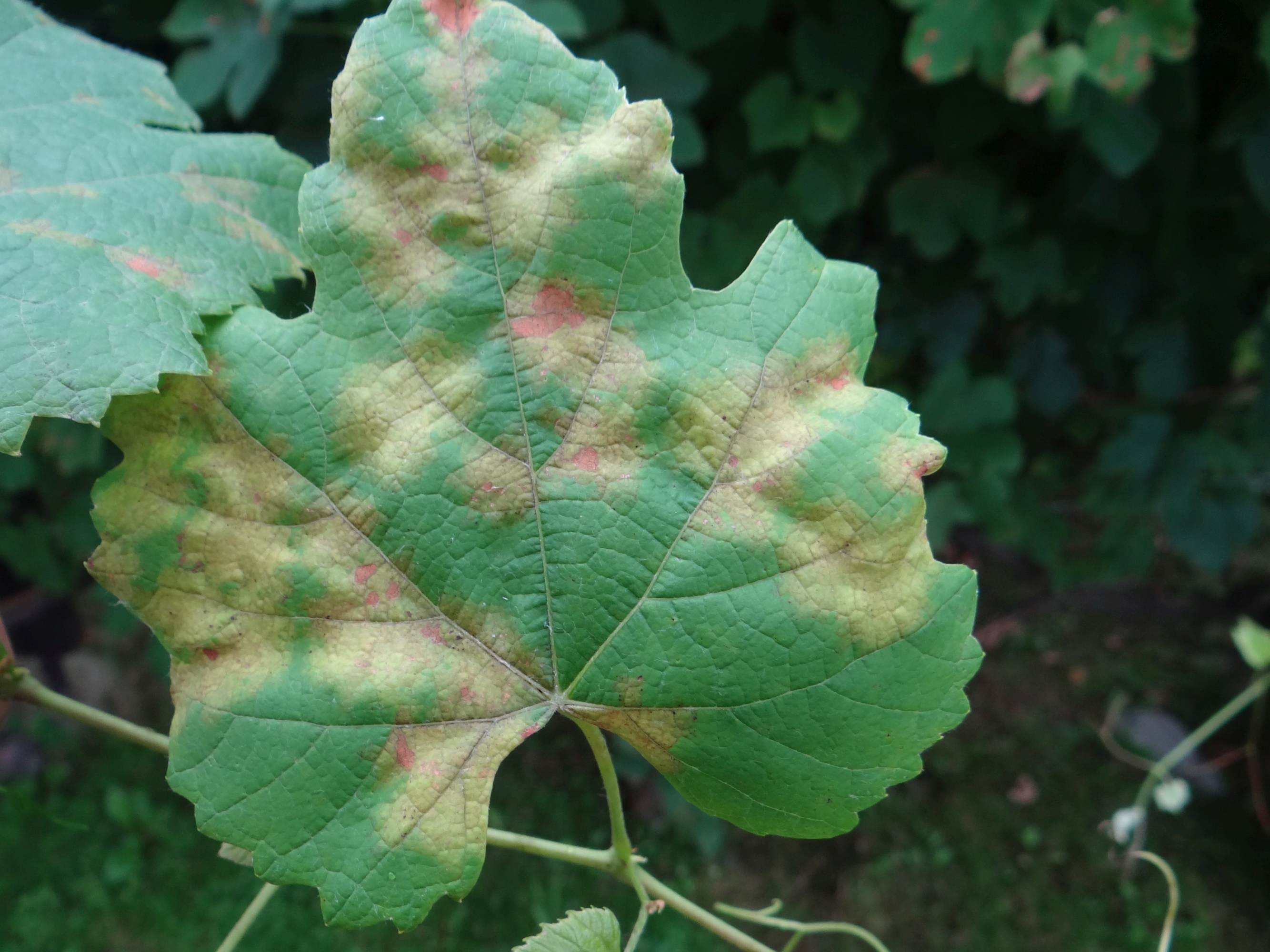
Mozaika na liściach winorośli wywołana przez mączniaka rzekomego winorośli

Mozaika lub plamistość – objaw chorobowy u roślin w postaci barwnych plam na tle zdrowej zieleni liścia. Jest jednym z rodzajów przebarwień u roślin. Wyróżnia się dwa rodzaje mozaik (plamistości):
- mozaiki łagodne – gdy granice między plamami są niewyraźne (np. na liściach śliw opanowanych przez ospowatość śliwy),
- mozaiki ostre – gdy plamy są ostro odgraniczone[1][2].

Mozaika powodowana jest przez niektóre wirusy i różni się od plamistości powodowanej przez grzyby. Mozaika jest zazwyczaj jednobarwna, często żółta (chlorotyczna), niestrefowana i nie powodująca pogrubienia liści. Plamy spowodowane przez grzyby często są koncentrycznie strefowane, czasem mają ciemniejszą obwódkę i występują na nich owocniki lub konidiomy (pojawiające się zwłaszcza w czasie wilgotnej pogody). Ponadto plamy te czasami powodują nabrzmienie liści i nekrozę. Czasami znekrotyzowana tkanka wykrusza się i w liściu powstają dziurki.
Wyróżnia się kilka typów mozaiki:
- przejaśnienie nerwów lub żółtaczka nerwów -gdy zmiana barwy następuje tylko na nerwach,
- smugowatość lub pasiastość – gdy przebarwienia występują w postaci równoległych smug lub pasm. Ma to miejsce u roślin o równoległych nerwach,
- pierścieniowa plamistość – gdy przebarwienia występują w formie pierścieni,
- otaśmienie nerwów – gdy zielone pozostają tylko pasma wzdłuż nerwów, a pozostała część liścia jest przebarwiona,
- pstrość kwiatów – gdy mozaika występuje na płatkach kwiatów[1].

Terminem mozaika określa się także liczne wirusowe choroby roślin, np. żółta mozaika fasoli, mozaika ogórka, mozaika jabłoni, mozaika maliny, mozaika pierścieniowa gruszy.